# Fonte das 3 bicas

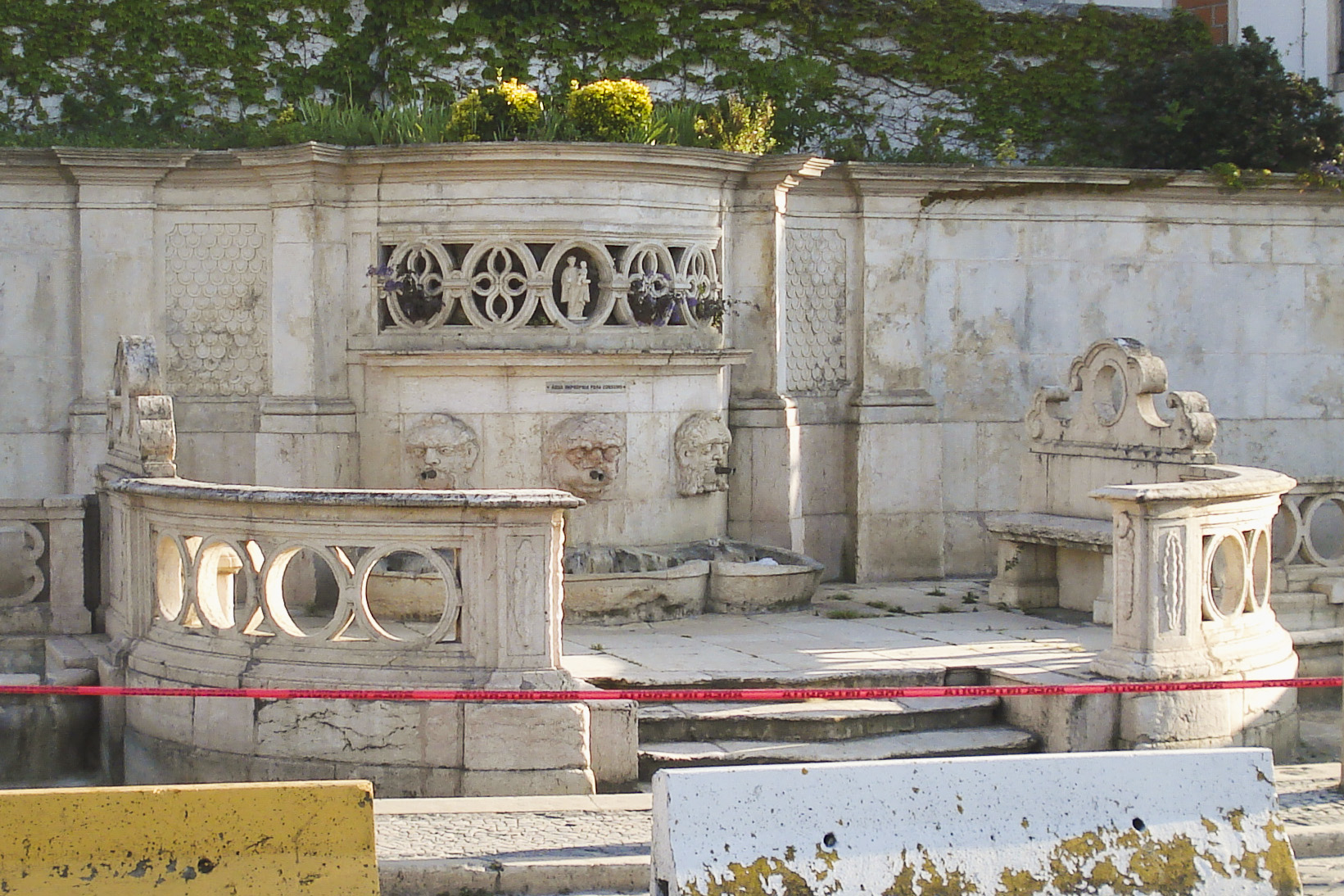
A fonte das 3 bicas, do lado este

A Fonte das 3 bicas, ou Fonte das Carrancas, ou Chafariz Grande (século XVII), situa-se na cidade de Leiria, em Portugal, perto da Igreja do Espírito Santo.
É uma fonte barroca com uma bacia central (com três carrancas clássicas) e dois bebedouros para animais. "À frente há um varandim de quadrilóbulos, que cinge nos graus de acesso. Sobre as carrancas que jorram a água, encontra-se uma estátua de Santo António".